# Ravnalo
 Ovo je glavno značenje pojma Ravnalo. Za druga značenja pogledajte Ravnalo (zviježđe).
Ravnalo je instrument, odnosno mjerni uređaj koji se koristi u matematici (posebice geometriji) ili pri tehničkom crtanju. Služi za povlačenje (crtanje) ravnih crta i/ili za mjerenje duljine. Ravnala se mogu podijeliti po više kriterija: namjeni (školska, ravnala za zidarske radove i sl.), dimenzijama, materijalu (drvo, plastične mase, metali), mjernoj jedinici (tipografska točka, milimetar).